# Mogoșoaia
Mogoşoaia é uma comuna romena localizada no distrito de Ilfov, na região de Muntênia. A comuna possui uma área de 26.42 km² e sua população era de 5483 habitantes segundo o censo de 2007.